# Selma Eriksson
Selma Lovisa Eriksson, född 31 augusti 1865 i Bro församling i Uppsala län, död 11 maj 1907 i Klara församling i Stockholm, var en svensk affärsidkare.
Hon var född i Bro i Uppsala län. Hon var anställd hos grosshandlaren Wilhelm Tecktonius i Stockholm 1889–1892. 
Hon blev från 1892 egenföretagare och ägare av engrosaffär i kolonialvarubranschen i Stockholm.